# Bottega Veneta
Bottega Veneta es una casa de modas italiana fundada en 1966. Especializada en los productos de piel y cuero, desde su adquisición en febrero de 2001 por parte del Grupo Gucci ha diversificado su producción hacia la moda femenina (desde 2005) y masculina (desde 2006), la joyería, la cosmética y perfumería y los accesorios de decoración. Desde septiembre de 2012, ha comenzado también a distribuir una línea de muebles.

## Historia
Fundada en 1966 en Vicenza por Michele Taddei y Renzo Zengiaro, con Laura Taddei, esposa del primero, como directora creativa,  su nombre significa "Taller véneto". Desde su origen comenzó a producir bienes de cuero de forma artesanal, desarrollando la técnica del intrecciato, un tipo de tejido a base de entrecruzar tiras de cuero que a día de hoy sigue siendo la seña de identidad de la marca.
Renzo Zengiaro deja la casa a finales de los 70, y Michele Taddei poco tiempo después. Laura, divorciada de Taddei, casada ahora con Vittorio Moltedo compra la participación de su exmarido y ambos se harán cargo de la casa.
Su prestigio creció durante los años 70 y 80, por la calidad de sus productos y su diseño discreto que prescindía del uso de logos. Es en esta época cuando aparece su eslogan "When your own initials are enough" (Cuando tus propias iniciales son suficiente), y se convierte en favorita de la jet set internacional. Andy Warhol, asiduo a su tienda de Nueva York, realizó para la firma un cortometraje en los años 80. Pero la influencia de la marca fue cayendo, y en los años 90 había abandonado su ideario original.

## Adquisición por el Grupo Gucci
En febrero de 2001 se inició un nuevo capítulo para la casa veneciana, con la compra de la misma por parte del  Grupo Gucci, subsidiaria de la multinacional del lujo francesa PPR. Tomas Maier se convierte en Director Creativo de la marca en junio de 2001, y presenta su primera colección de accesorios para la temporada Primavera-Verano 2002, en otoño de 2001.

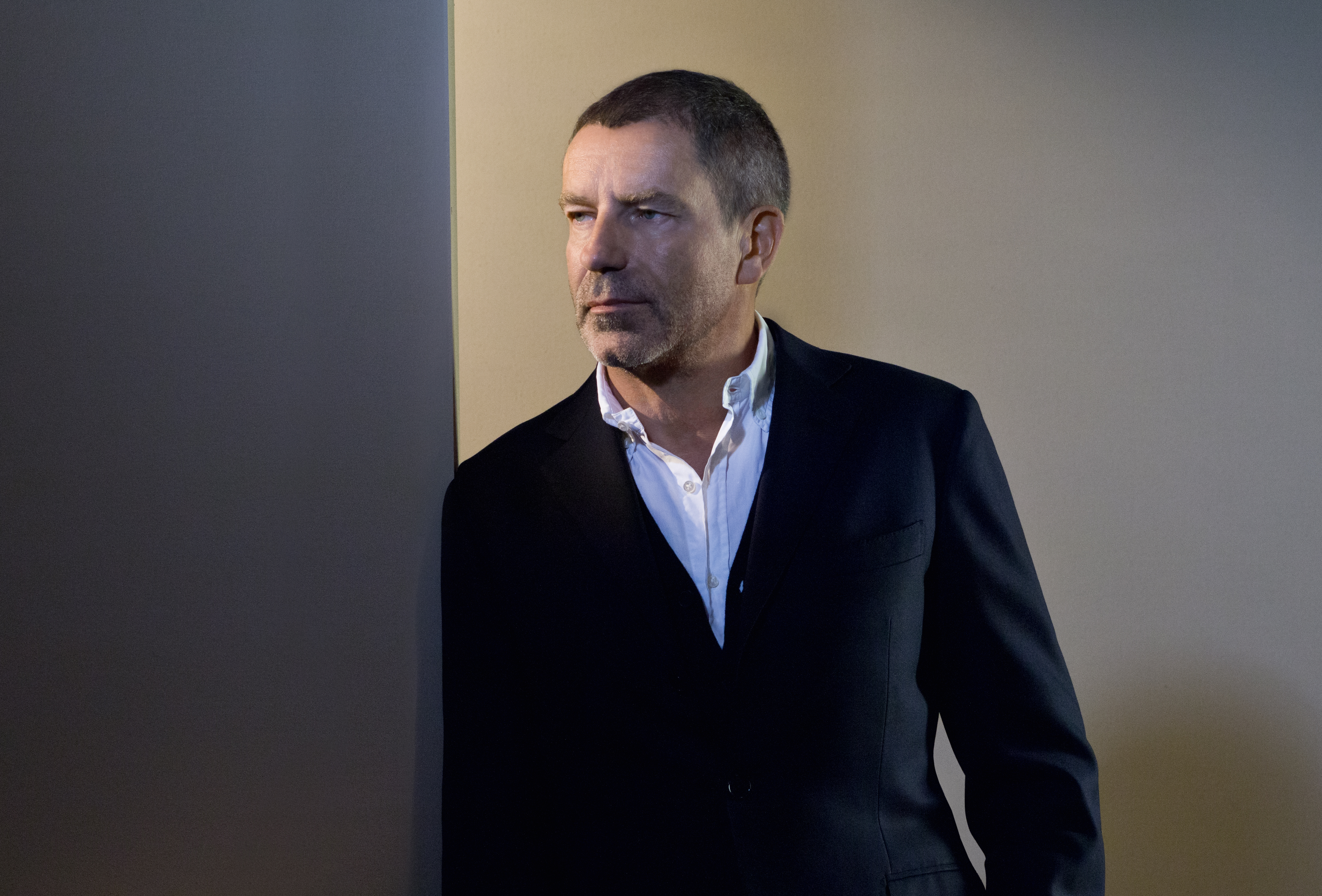
Tomas Maier, Director Creativo de Bottega Veneta desde 2001.

De origen alemán, Tomas Maier, que había trabajado previamente en los talleres de Sonia Rykiel y Hermès, comienza un proceso para devolver a la marca su identidad original. Hace desaparecer los logos de los productos, centrándose en su valor artesanal y en el uso del intrecciato.
En febrero de 2005 Bottega Veneta presenta su primer desfile de Prêt-à-porter para mujer, y en junio de 2006 el primero de moda masculina.
Desde entonces, su oferta de productos se ha diversificado enormemente, y ahora incluye joyas, gafas, cosmética y fragancias, productos de decoración y muebles. También sigue produciendo los artículos que le dieron fama en su origen, como bolsos, zapatos, maletas y otros bienes de cuero.
En el verano de 2006 la marca abre la Scuola della Pelleteria, ante la disminución del número de artesanos peleteros en Italia, para formar a las próximas generaciones.

## Boutiques
La distribución de los productos de la marca es global, llegando a Europa, Asia, Sudamérica y Norteamérica, a través de acuerdos distribución con grandes almacenes y de sus más de 140 tiendas monomarca en Italia, España, Francia, Reino Unido, Alemania, Grecia, Rusia, Turquía, Dinamarca, Suecia, Suiza, Polonia, Lituania, Ucrania, República Checa, Estados Unidos, México, Panamá, Brasil, Japón, China, Corea del Sur, India, Hong Kong, Taiwán, Singapur, Indonesia, Malasia, Filipinas, Tailandia, Australia, Baréin, Dubái, Kuwait, Catar y Arabia Saudí.